# 하루노 소라
하루노 소라(桜乃そら)는 AH-Software에서 개발한 보컬로이드이자 보이스로이드이다. 성우는 이노우에 키쿠코. (그녀가 17세교 교주라서 자연스럽게 영원한 17세가 되었다) 양쪽 모두 2018년 7월 26일 동시에 발매되었다. 보이스로이드쪽의 경우는 최초의 안경캐다. 여담으로 보컬로이드 쪽의 경우에는 상냥하고 부드러운 목소리를 내는 'Natural'과 힘있고 여유로운 목소리를 내는 'Cool'이 있다. 참고로 'Natural'은 발라드와 팝에 적합하며, 'Cool'은 발라드와 락에 적합하다.